# Dark Order
Dark Order ist eine australische Thrash-Metal-Band aus Sydney, die im Jahr 1992 unter dem Namen Vanadium gegründet wurde.

## Geschichte
Die Band wurde im Dezember 1992 von Gitarrist und Sänger Raul Ignacio Alvarez Garcia unter dem Namen Vanadium gegründet. Unter diesem Namen veröffentlichte die Band ihre ersten beiden Demos Warrior God-King (1994) und War of Attrition (1995), ehe sich die Gruppe 1995 in Dark Order umbenannte. Im Jahr 1996 nahm die Band ihr Debütalbum 5000 Years of Violence auf, das im Jahr 1998 erschien. Im Mai 2001 nahm die Band ihr nächstes Album auf, ehe es im November 2002 unter dem Namen The Violence Continuum erschien. Am Tag der Veröffentlichung des Albums spielte die Band außerdem ein Konzert zusammen mit Destruction. Im Februar 2004 unterschrieb die Band einen Vertrag bei Battlegod Productions, die ihre Tonträger über Twilight Vertrieb vertreibt. Am 20. Oktober 2006 erschien eine Sonderedition von The Violence Continuum, die neben einer neu abgemischten Version des Albums eine DVD namens Realm of the Violence Continuum enthielt. Auf der DVD waren Musikvideos für Slaves of a Nameless God und The Terran Empire, sowie weiteres Bonusmaterial, enthalten. Am 20. August 2010 folgte das nächste Album Cold War of the Condor über Battlegod Productions, mit Vertrieb über Twilight Vertrieb.

## Stil
Die Band spielt Thrash Metal im Stil von Bands aus der San Francisco Bay Area, wobei die Musik an die frühen Werke von Slayer erinnern. Teilweise werden auch Einflüsse aus dem Hardcore Punk verarbeitet.

## Diskografie
als Vanadium
- 1994: Warrior God-King (Demo, Eigenveröffentlichung)
- 1995: War of Attrition (Demo, Eigenveröffentlichung)

als Dark Order
- 1998: 5000 Years of Violence (Album, Oracle Records)
- 2002: The Violence Continuum (Album, Oracle Records)
- 2006: The Violence Continuum/Realm of the Violence Continuum (Album, Battlegod Productions/Twilight Vertrieb)
- 2010: Cold War of the Condor (Album, Battlegod Productions/Twilight Vertrieb)